# Белевцев, Рудольф Яковлевич
Рудольф Яковлевич Белевцев (укр. Рудольф Якович Белевцев; 1937—2022) — советский и украинский учёный в области геологии и петрологии, доктор геолого-минералогических наук, профессор, член-корреспондент АН УССР (1990) и  НАНУ (с 1991). Лауреат Премии имени В. И. Вернадского АН УССР (1978) и Государственной премии Украины (1998).

## Биография
Родился 5 июля 1937 года в посёлке Садон, СОАССР в семье известного геолога, член-корреспондента АН УССР Якова Николаевича Белевцева.
В 1959 году после окончания Киевского государственного университета работал в нём в качестве научного сотрудника научно-исследовательского сектора. В 1962 году начал работать в Институте геологических наук Академии наук УССР в качестве научного сотрудника. В 1969 года на научно-исследовательской работе в Институте геохимии и физики минералов Академии наук УССР (с 1991 года — Институт геохимии, минералогии и рудообразования НАН Украины) в качестве научного и старшего научного сотрудника, с 1985 года — заведующий отделом метаморфических процессов. С 1994 по 1997 год Р. Я. Белевцев являлся заместителем директора ИГМР НАН Украины по научной работе. Одновременно с 1997 года на научно-исследовательской работе в Государственном центре радиогеохимии окружающей среды НАН Украины (с 2001 года — Институт геохимии окружающей среды НАН Украины) в качестве заведующего отделом термодинамики геосфер. Одновременно с научной занимался и педагогической деятельностью в Киевском национальном университете имени Т. Г. Шевченко где являлся профессором и читал специальный курс на геологическом факультете.
Скончался 27 декабря 2022 года в Киеве на 85-м году жизни.

## Научная деятельность и вклад в науку
Основная научная деятельность Р. Я. Белевцева была связана с вопросами в области исследования петрологии и геохимии метаморфических пород докембрия. Он занимался научными проблемами метаморфической петрологии, эволюции гидро - и атмосферы. Белевцев обосновал магматический генезис архей кварцитов Кривого Рога, им была проведена оценка устойчивости кристаллических комплексов при глубинной миграции радионуклидов. Белевцев возглавлял коллективные работы по изучению гранатов Украинского геологического щита. Белевцев являлся первым, кто обосновал изобарную региональную метаморфическую зональность в докембрии Украинского щита в своей монографии 1975 года «Проблемы метаморфической зональности докембрия», за которую в 1978 году был удостоен Премии имени В. И. Вернадского АН УССР. Белевцев так же занимался исследованием Криворожской сверхглубокой скважины, возглавляя  петрографическое изучение керна этой скважины, основным результатом этих исследований стало построение новой модели глубинного геологического строения Криворожского железорудного бассейна. В 1979 и в 1984 годах в ходе выполнения геолого-геофизических научных программ, Белевцев возглавлял работы по изучению петрографии кристаллических пород океанического дна в Индийском и Атлантическом океанах. С 1997 года, Белевцев занимался вопросами в области эколого-геохимических проблем украинской ядерной энергетики, связанных с исследованиями кристаллических массивов Украинского щита как потенциальной среды для сооружения долговременных хранилищ радиоактивных отходов и его влияния на окружающую среду.
С 1986 года Белевцев являлся действительным членом Всесоюзного минералогического общества. Помимо основной деятельности Белевцев являлся членом секции комитета по Государственным премиям в области науки и техники Украины, заместителем председателя научного эколого-геохимического семинара ИГОС НАНУ, членом советов по защите докторских диссертаций этого НИИ и Киевского государственного университета.
В 1966 году защитил диссертацию на соискание учёной степени кандидат геолого-минералогических наук по теме: «Петрогенезис и геологическое строение кристаллического фундамента реки Брянки (Западное Забайкалье)». В 1981 году защитил докторскую диссертацию по теме: «Прогрессивная метаморфическая
зональность раннего докембрия Украинского щита». В 1990 году он был избран 
член-корреспондентом АН УССР а с 1991 года являлся член-корреспондентом  НАНУ.
В 1998 году был удостоен Государственной премии Украины в области науки и техники.

### Научные труды
- Проблемы метаморфической зональности докембрия / Р. Я. Белевцев ; АН УССР. Ин-т геохимии и физики минералов. — Киев : Наук. думка, 1975. — 230 с.
- Геологическое строение и железные руды Криворожского бассейна / Я. Н. Белевцев, Р. Я. Белевцев. — Киев : Наук. думка, 1981. — 48 с.
- Режим зонального прогрессивного метаморфизма в докембрии Украинского щита / Р. Я. Белевцев. — Киев : Наук. думка, 1982. — 150 с.
- Физико-химические условия метаморфизма карбонатных пород докембрия / Ю. П. Мельник, Р. И. Сироштан, В. В. Радчук, Л. И. Иванова ; [отв. ред. Р. Я. Белевцев]. — Киев : Наук. думка, 1984. — 135 с.
- Разлом Вима Срединно-Атлантического хребта : результаты 2-й специализированной геолого-геофизической экспедиции 28-го рейса НИС "Академик Вернадский" (30 декабря 1983 — 13 мая 1984 г.) / Е. Ф. Шнюков, Р. Я. Белевцев, Б. Ф. Зернецкий [и др.]. — Киев : Ин-т геолог. наук АН УССР, 1985. — 57 с.
- Гранулитовая фация Украинского щита / [Р. Я. Белевцев, Б. Г. Яковлев, Т. Г. Щербакова и др.; Отв. ред. И. С. Усенко]. — Киев : Наук. думка, 1985. — 219 с.
- Железисто-кремнистые формации докембрия европейской части СССР : Метаморфизм / [Р. Я. Белевцев, О. Я. Беляев, В. В. Ветренников и др.]; Гл. ред. Я. Н. Белевцев; АН УССР и др. — Киев : Наук. думка, 1989. — 148 с. — ISBN 5-12-000590-X[5]